# Bisnovat R-4
Bisnovat R-4 (NATO-rapporteringsnamn AA-5 Ash) var en jaktrobot utvecklad för jaktflygplanet Tupolev Tu-128 under 1950-talet. Den är inte lika lång som efterföljaren Bisnovat R-40, men den är tyngre och har grövre diameter. Den är också betydligt långsammare.
Roboten finns i två varianter; En värmesökande (R-4T) och en radarstyrd (R-4R). Det vanliga var att en Tu-128 bar två robotar av varje sort och att en robot av varje sort avfyrades mot varje mål för att maximera träffchansen.
1973 infördes de förbättrade varianterna R-4RM och R-4TM. Den sistnämnda kunde tack vare den högre upplösningen hos radarn Smerch-M anfalla mindre mål och mål på lägre höjd än tidigare.